# Mycetodiplosis clematidis
Mycetodiplosis clematidis är en tvåvingeart som beskrevs av Shinji 1944. Mycetodiplosis clematidis ingår i släktet Mycetodiplosis och familjen gallmyggor. Inga underarter finns listade i Catalogue of Life.